# خوان ألونسو
خوان أديلرابي ألونسو (بالإسبانية: Juan Alonso) (13 ديسمبر 1927 - 8 سبتمبر 1994)، ويسمى أحياناً خوانيتو ألونسو، كان لاعب كرة قدم إسباني، لعب لريال مدريد وكان جزءاً من الانتصارات في كأس أوروبا في أعوام 1956، 1957 و1958. لعب مباراتين رسميتين مع المنتخب الوطني الإسباني لكرة القدم. فاز ألونسو بكأس ريكاردو زامورا في موسم 1954-1955.

## وصلات خارجية
- BDFutbol profile
- National team data نسخة محفوظة 8 مارس 2007 على موقع واي باك مشين. (بالإسبانية)
- خوان ألونسو على موقع قاعدة بيانات كرة القدم.إي يو (الإنجليزية)
- خوان ألونسو على موقع ناشيونال فوتبول تيمز (الإنجليزية)
- Real Madrid profile (بالإسبانية)
- Porteros vascos de leyenda (بالإسبانية)